# Wing Sang Li
Wing Sang Li, né en 1958, est un homme d'affaires et dirigeant hongkongais de football.

## Biographie
Wing Sang Li, surnommé « Monsieur Li[réf. nécessaire] », est notamment propriétaire d'une entreprise cotée à la bourse de Hong Kong, Tech Pro Technology Development Limited, spécialisée dans la LED avec la marque LEDUS.
Il devient le nouveau propriétaire et président du Football Club Sochaux-Montbéliard en 2015, à la suite de la vente du club par PSA qu'il revendra au groupe Nenking en 2019.

## Le Football Club Sochaux-Montbéliard

### La vente du club (mai 2014-juillet 2015)
À la suite de la relégation du FCSM en 2014, le groupe PSA décide de se désengager du club en le mettant en vente dès mai. Quelques semaines plus tard, Wing Sang Li se présente comme un repreneur potentiel. Un groupe de personnes mulhousien agit en tant qu’intermédiaire entre Peugeot et Monsieur Li. Ce groupe est composé d'un marchand de meubles mulhousien, Thomas Lichtenauer qui est devenu responsable de la filiale française (LEDUS France), mais aussi d'agents de joueurs ayant un passé douteux dans les affaires du Racing Club de Strasbourg notamment, qui prétendaient discrètement à un poste dans l'organigramme du FCSM. À la suite de plusieurs rencontres entre les dirigeants, le processus de vente est vite engagé entre les deux parties, tout en laissant de côté un projet de reprise mené par Romain Peugeot. Le groupe chinois, méconnu en France, est donc le favori. PSA s'engage à financer le club pendant encore deux ans en versant chaque année, 1,5 million d'euros en plus des 15 millions de roulement laissés dans les caisses avant de partir. Le lundi 6 juillet 2015, la vente du FCSM au groupe chinois présidé par Wing Sang Li est officialisée.

### Un début de présidence plus que mitigé (juillet 2015-juin 2016)
À la suite de l'acquisition, Wing Sang Li nomme son homme de confiance au sein de club puis s'entoure non-officiellement des Mulhousiens ayant œuvré dans l'ombre pour le rachat du club. Il nomme donc Ilja Kaenzig directeur général du club le lundi 10 août 2015. Ce dernier arrive en tant que connaisseur de football et plusieurs expériences de directeur sportif en Allemagne et en Suisse sans grande réussite.
Quelques semaines plus tard, le responsable de la cellule de recrutement, Bernard Maraval œuvrant pour le club depuis 25 années, est remercié par le nouveau président chinois.
Le 15 septembre 2015, après une fin et un début de saison catastrophique, l'entraîneur Olivier Echouafni est démis de ses fonctions par les dirigeants,. Malgré la nomination d'un nouveau technicien en la personne d'Albert Cartier en octobre, en janvier 2016, l'équipe est 18e de Ligue 2, premier relégable et dans l'obligation de recruter. Pour cela, le club obtient le prêt de deux joueurs  et met a l'essai un joueur au chômage depuis 6 mois.
Entre-temps, une interview de Wing Sang Li fait scandale. Il se dit prêt à injecter 100 millions d'euros dans le club alors que quelques semaines avant, le directeur général, Ilja Kaenzig affirme que LEDUS n'investira pas dans le club pendant au moins 2 ans.
Le projet de l'actionnaire restant flou, les supporters se rassemblent autour d'une « motion de défiance » afin d'obtenir des réponses,. Malgré une lutte jusqu'au dernier match, le club se maintient et peu préparer sereinement la saison suivante.
Durant cet inter-saison 2016, le club effectue un mercato plus qu’intéressant malgré quelques départs importants, et débute très bien la saison en finissant 3e sur la première partie de la saison. Wing Sang Li et Ilja Kaenzig décident donc de mettre toutes les chances de leur côté en recrutant les 2 tunisiens Mohamed Larbi et Yoann Touzghar. Toutefois, Jérome Onguéné est vendu pour renflouer les caisses pour la saison d'après. Sur le plan sportif, l'équipe s'écroule complètement sur la deuxième partie de saison en produisant un jeu catastrophique qui a conduit la non-prolongation d'Albert Cartier à la tête de l'équipe à la fin de la saison.

### La mise en place d'un nouveau projet (juin 2016-mai 2017)
Albert Cartier partis, Wing Sang Li nomme l'Allemand Peter Zeidler entraineur de l'équipe professionnelle et le charge officiellement de faire remonter le club en Ligue 1. Peter Zeidler était le profil recherché par Wing Sang Li et Ilja Kaenzig, expérimenté avec un passage au Tours FC en 2011, puis au FC Sion et auparavant au Red Bull Salzbourg en Autriche. Toutefois, sa capacité à produire un jeu allant de l'avant, donc offensif a été déterminant dans sa nomination. Pierre-Alain Frau, attaquant historique du club, est alors nommé entraineur adjoint aux côtés de Gérard Gnanhouan, nommé entraineur des gardiens.
Le recrutement mené par Zeidler est axé sur des profils jeunes produisant du jeu offensif. Aldo Kalulu est alors prêté par l'Olympique Lyonnais, Axel Bakayoko par l'Inter Milan et Yakou Meïté, l'ancien parisien, par Reading. L'effectif est ensuite complété par quelques éléments expérimentés avec les signatures de Zakarya Bergdich et El-Hadji Ba. Enfin, Peter Zeidler fait venir quelques connaissances au club comme Mart Ristl, jugé très prometteur, Patrick Wolfgang Kapp afin de renforcer la réserve et Lawrence Ati Zigi , qu'il a connu au Red Bull Salzbourg, pour seconder Maxence Prévot, propulsé numéro 1 à la suite du départ d'Olivier Werner.
Après un bon début de saison, le mois de septembre fut très long pour l'équipe première avec l’enchainement de plusieurs grosse défaites : 5-1 contre la Berrichonne de Châteauroux, 4-2 contre le Stade de Reims puis 6-1 contre l'AC Ajaccio. L'équipe a réussi à rectifier le tire en offrant une fin d'année civile plutôt bonne avec une 8e place lors de la 19e journée.
Le 12 décembre 2017, à la suite du passage devant la DNCG, Wing Sang Li annonce le départ de son directeur général, Ilja Kaenzig au 31 décembre suivant, ceci dans le cadre d'une préparation à la réduction de la masse salariale pour la saison suivante. Par ailleurs, le club se voit subir des contraintes financières par la DNCG avec un encadrement de la masse salariale et une interdiction de recrutement à titre onéreux.
Lors du mercato hivernal, le club vend Faneva Andriatsima au Havre pour 400 000€, 6 mois avant la fin de son contrat. Par ailleurs, une dizaine de joueurs arrivent en fin de contrat avec le club dont des joueurs clés comme Florian Martin ou encore Florian Tardieu. En cette période de mercato hivernal, personne n'est recruté et sportivement le club se situe désormais dans le ventre mou du championnat de Ligue 2.
Administrativement, la situation se complique, le président Wing Sang Li se sépare de Thomas Lichtenauer, accusé d'abus de biens sociaux et placé en garde à vue. Le Conseil d'administration du club est alors renouvelé avec l'arrivée des dirigeants de Ledus Espagne : Tony Liu Yong et Borja Filibi Lopez. Le premier cité assure par ailleurs l'intérim à la direction générale du club depuis le départ d'Ilja Kaenzig.
Le FC Sochaux termine la saison à la dixième place après avoir lutté pour jouer les plays offs pour la ligue 1.

### L'arrivée de Baskonia-Group à la gestion globale du club (mai 2018-décembre 2018)
En avril 2018, Wing Sang Li annonce un rapprochement avec le Deportivo Alavés, propriété du club de basket Saski Baskonia. Le club espagnol est chargé de s'occuper de la gestion courante du club sochalien. Cette délégation va dans l'objectif de réduire le train de vie financier du club. Wing Sang Li, au bord de la banqueroute à la suite du krach boursier de son entreprise Tech Pro Technology, charge le groupe Baskonia de générer des profits avec le club. Pour ce faire, les basques réduisent les dépenses du club en baissant la masse salariale du club qui a entrainé le départ de Peter Zeidler et de nombreux joueurs en fin de contrat. A noter que Baskonia est également responsable de la gestion du NK Rudes en Croatie puis aussi du club JS Hercules en Finlande.
En juin 2018, à la suite de l'accord de la DNCG permettant au FCSM de poursuivre en Ligue 2, Baskonia nomme David Vizcaíno en tant que Directeur sportif et José Manuel Aira comme entraineur de l'équipe professionnel. Ce dernier était déjà entraineur pour Baskonia au NK Rudes en Croatie durant les 6 derniers mois. Enfin, Iñigo Martinez est nommé Directeur Général du club.
Beaucoup de changement également du côté du staff technique durant cet intersaison avec le départ de Sandy Guichard, Bruno Pascale mais aussi Pierre-Alain Frau, joueur emblématique du club dont David Vizcaíno lui a proposé de filmer les séances d’entrainement du club. Un pole de préparation physique important est mis en place afin d'appliquer la méthode « Baskonia » avec Sasa Semeredi, Eduardo Dominguez et Alberto Muñoz.
Concernant l'effectif professionnel, un grand chamboulement a lieu avec de nombreux départs.
Par ailleurs, Wing Sang Li est mis en cause dans le documentaire The China Hustle où il est accusé d'avoir fait fortune frauduleusement.